# Coat of Arms
Coat of Arms és el sisè album de Sabaton, publicat el 21 de maig del 2010 per la discogràfica Nuclear Blast.

## Cançons
| Núm. | Títol                                    | Tema de la lletra | Durada |
| ---- | ---------------------------------------- | --- | ------ |
| 1.   | «Coat of Arms» (Escut d'armes)           | Sobre la Guerra Greco-Italiana durant la Segona Guerra Mundial, comparant-la amb la Batalla de les Termòpiles al 480 aC.                                | 3:35   |
| 2.   | «Midway»                                 | Sobre la batalla de Midway entre els Estats Units i Japó.                                                                                               | 2:29   |
| 3.   | «Uprising» (Aixecament)                  | Sobre l'aixecament de Varsòvia en 1944. | 4:56   |
| 4.   | «Screaming Eagles» (Águiles que criden)  | Sobre la 101a Divisió Aerotransportada i el setge de Bastogne.                                                                                          | 4:08   |
| 5.   | «The Final Solution» (La solució final)  | Sobre l'holocaust, també conegut com a Solució final. Narra l'inici de l'holocaust i dels camps de concentració.                                        | 4:57   |
| 6.   | «Aces in Exile» (Asos a l'exili)         | Sobre els pilots estrangers durant la batalla d'Anglaterra.                                                                                             | 4:23   |
| 7.   | «Saboteurs» (Sabotejadors)               | Sobre el sabotatge d'aigua pesant de Noruega en Vemork.                                                                                                 | 3:16   |
| 8.   | «Wehrmacht»                              | Sobre la maquinària de guerra nazi i els efectes del Tercer Reich en un soldat alemany comú.                                                            | 4:14   |
| 9.   | «The White Death» (La mort blanca)       | Sobre Simo Häyhä, un francotirador finés que va lluitar durant la Guerra d'Hivern. És considerat el francotirador més letal de la història.             | 4:10   |
| 10.  | «Metal Ripper» (Desbudellador del Metal) | Tribut al heavy metal com a les cançons Metal Machine i Metal Crüe dels àlbums anteriors, aquesta vegada amb l'ús de lletres de cançons de heavy metal. | 3:51   |

## Autors
- Joakim Brodén - Vocal
- Rickard Sundén - Guitarres
- Oskar Montelius - Guitarres
- Pär Sundström - Baix
- Daniel Mullback - Bateria
- Daniel Mÿhr - Teclat